# Carmel Gunning
Pour les articles homonymes, voir Gunning.
Carmel Gunning TTCT, est une compositrice et musicienne irlandaise originaire de Sligo. Elle est l'un des joueurs de tin whistle irlandais les plus accomplis, connue également pour ses chants et son art de la flûte.
Son style au tin whistle, à la fois riche et raffiné, s'inscrit dans la tradition de sa région natale de Geevagh (en) (comté de Sligo), célèbre pour les musiciens qu'elle a déjà produits, comme James Morrison (en), Michael Coleman, Paddy Killoran (en), Josie McDermott (en) et les frères McDonagh. Ces antécédents et traditions catalysèrent son approche de la musique irlandaise traditionnelle, qui prit place très tôt dans sa vie.

## Débuts musicaux
Carmel Gunning découvre la musique irlandaise traditionnelle très tôt, grâce à son père, Tom Nangle, qui lui apprend les airs traditionnels soit en gavottant, soit en sifflant.
En 1969, elle chante pour la première fois avec son groupe Carmel and the Chrystals, et joue des airs à danser à Keadue (comté de Roscommon), Geevagh (en) (comté de Sligo), Boyle (comté de Roscommon), et dans d'autres villes des environs. Elle est accompagnée par son frère, Tom Nangle Jnr., Tony Mullaney, Kevin Conlon et le frère de ce dernier.
En 1976, elle remporte le titre de championne du festival de musique irlandaise (Fleadh Cheoil), organisé par le Comhaltas Ceoltóirí Éireann (en français, « rassemblement/fraternité de musiciens irlandais ») depuis sa création en 1951, dans la catégorie tin whistle, slow airs (feadóg stain - foinn mhaIla). Elle est également récompensée du titre sénior de Scor (département de l'Association athlétique gaélique, chargé de la promotion des activités culturelles), dans la section instruments de musique, regroupant tous les instruments utilisés par la musique irlandaise traditionnelle, qui inclut les fiddle, uilleann pipes, accordéon et harpe, sans oublier le tin whistle.
Tout au long des années 70 et 80, Carmel Gunning participe régulièrement aux sessions demeurées fameuses du Trades Club de Sligo, avec entre autres, P.J. Hernon, Mick Shannon, Joe O'Dowd.

## Le style musical
Carmel Gunning est connue pour sa virtuosité au tin whistle, comparable au style South Sligo caractéristique de la manière et de la tradition du fiddle et de la flûte de cette région. Sa réputation a franchi les frontières irlandaises après la diffusion de son premier album solo, The Lakes of Sligo, avec ses quatre chants a cappella et quatorze morceaux de virtuosité au tin whistle.
On a dit d'elle : « la musique qu'elle interprète révèle sa maturité et sa sérénité et c'est d'une voix riche qu'elle chante » et encore : « il est monnaie courante d'entendre des musiciens jouer des pièces au-delà de leurs style et capacités, mais ce n'est pas le cas de Carmel, qui, bien qu'elle soit un maître en la matière, garde toujours une marge confortable avec une musique qui correspond à son style et sa personnalité. Cette femme talentueuse est une chanteuse et une compositrice accomplie, ainsi qu'une musicienne dynamique ».
D'un autre chroniqueur on apprend qu'« aucun joueur de tin whistle ne peut éviter la comparaison avec Mary Bergin, et le style de Carmel rappelle vraiment celui de la star de Dublin. Néanmoins, Gunning interprète les reels avec une intensité plus insistante, caractérisée par des triolets attaqués de la langue, non sans rapport avec les ornementations populaires de l'univers musical des fiddlers de Sligo »,.

## Enseignement
Carmel Gunning est professeur de tin whistle à l'université de Limerick, passage obligé sur la route menant au championnat Fleadh Cheoil, où elle enseigne sa musique, ses chants, ses techniques vocales et son amour pour ce type de musique à des centaines de jeunes chanteurs,.
Elle s'est produite de la Norvège à l'Australie et des États-Unis au Japon.
En 2006 elle mène la parade de la Saint-Patrick et se produit dans de nombreux concerts à Perth (Australie-Occidentale) et entreprend en 2007 une tournée dans le Massachusetts (États-Unis), organisant des masterclasses proposées à des étudiants expérimentés et se produisant en concert,.

## Carmel Gunning International Summer School
Carmel Gunning est l'organisatrice et la directrice musicale du festival de musique et danse irlandaises de la Carmel Gunning International Summer School, qui se tient tous les ans en août dans la ville de Sligo. Dans les années 1990, elle fonde ce festival qui attire à présent des élèves d'Irlande, d'Angleterre, d'Europe et des États-Unis.
Elle a également beaucoup œuvré pour transmettre la tradition musicale de Sligo et elle a récemment célébré ses 25 ans de professorat musical. Parmi les élèves de sa Carmel Gunning School of Music, on compte en particulier des maîtres de la flûte irlandaise et du tin whistle tels que Liam Kelly, du groupe Dervish, Olivia McTiernan et June Ní Chormaic(McCormack), Kyle Moynagh, Aisling McPhillips, Loretto Clarke, Edel Giblin, Patricia Burns, Caroline Burns et Orlaith MacAuliffe.

## Discographie
- The Lakes of Sligo (1995) ;
- Around St.James's Well (1995) ;
- Carmel Sings Country (2002) ;
- The Sligo Maid (2004) ;
- Lament For The Birds Jack Harte Featured Appearance (2005) ;
- The Sound of Coleman Country Various Artists Featured Appearance (2006) ;
- Corran Hill (2008).

## Œuvre littéraire
- The Mountain Top (2006).